# NK Međimurec Kozarac
NK Međimurec je hrvatski nogometni klub iz Kozarca.

## Povijest
Nogometni klub Međimurec osnovan je početkom 1947. godine, nakon dolaska velikog broja kolonista iz Međimurja u Baranju. Klub se registrira u tadašnjem osječkom podsavezu. Prvi predsjednik kluba bio je Franjo Kedmenec.
Od osnutka do polovice 50-tih godina 20. stoljeća klub se nije natjecao jer u Baranji tada nije bilo organizirano nižerazredno natjecanje, već je sudjelovao u utakmicama kupa Nogometnoga saveza općine Beli Manastir i prigodom raznih blagdana.
Godine 1950. u Kozarcu je gostovala momčad tadašnjeg prvaka države, zagrebačkog Dinama, predvođena Željkom Čajkovskim i braćom Horvat. Utakmica je završila rezultatom 1:13 u korist zagrebačke momčadi.
Klub se natječe neprekidno sve do Domovinskog rata i srpske okupacije Baranje 1991. godine, kada je većina mještana Kozarca i igrača kluba bila prisiljena napustiti svoje domove. 
Nakon povratka iz progonstva članovi kluba su zatekli potpuno devastiran stadion, koji je obnovljen 1999. godine uz uz pomoć općine Čeminac i donatora, nakon čega se klub uključuje u natjecanje 2. ŽNL Osječko-baranjske NS Beli Manastir.
U Domovinskom ratu poginuo je jedan igrač NK "Međimurec" - Damir Furdi.
Danas NK "Međimurec" ima oko 70 registriranih igrača: početnike, kadete, seniore, veterane i uspješno se natječe u 2. županijskoj ligi.

## Vanjske poveznice
- Službene stranice kluba  Arhivirana inačica izvorne stranice od 18. rujna 2019. (Wayback Machine)